# Club de Gimnasia y Esgrima La Plata
Maillots
Actualités
Le Club de Gimnasia y Esgrima La Plata est un club omnisports argentin fondé le 3 juin 1887 sous le nom de « Club de Gimnasia y Esgrima ». Ce club, basé à La Plata, capitale de la province de Buenos Aires, comprend une section football qui évolue en première division du Championnat d'Argentine de football.
Gimnasia y Esgrima est domicilié au Stade Juan Carmelo Zerillo, surnommé Estadio del Bosque ("Stade du Bois"), en référence au parc principal de la ville de La Plata où le stade, d'une capacité de 21 400 spectateurs, est bâti.
Les installations du club comprennent également une salle omnisports, une école maternelle, une école primaire et secondaire, un espace sportif de cent soixante hectares situé à l'extérieur de la ville, ainsi que d'autres installations.
Gimnasia y Esgrima remporte son premier titre de champion de Division Intermédiaire du football argentin en 1915 et devient champion de Première Division en 1929, après avoir été vice-champion en 1924, ces compétitions étant encore réservées à l'époque aux équipes amateurs. Après la professionnalisation, le Gimnasia remporte la Copa Centenario (Coupe du Centenaire) en 1994 et le championnat de deuxième division en 1944, 1947 et 1952. De plus, le club a été cinq fois vice-champion de première division (1995, 1996, 1998, 2002 et 2005).
Gimnasia est le plus ancien des clubs argentins de football encore existants.

## Histoire
Fondé le 3 juin 1887, le Club de Gimnasia y Esgrima La Plata oriente initialement ses activités sportives vers les deux disciplines qui constituent sa dénomination, la gymnastique et l'escrime. Rapidement, de nouvelles sections sont créées, comme le tir à l'arc, l'athlétisme, le cricket et le football qui devient la principale section du club.
L'institution change plusieurs fois de nom, ainsi d'avril à décembre 1897 elle s'appelle « Club de Esgrima » (l'escrime y était alors la seule activité pratiquée) puis, le 17 décembre, elle retrouve son appellation originelle de « Club de Gimnasia y Esgrima ». Entre juillet 1952 et 30 septembre 1955 il devient  « Club de Gimnasia y Esgrima de Eva Perón » car La Plata est renommée Ciudad Eva Perón en 1952 après le décès d'Eva Perón. Sous le gouvernement de la Revolución Libertadora, la ville et le club reprennent leur nom d'origine (ce dernier étant alors toutefois indûment identifié comme  « Club de Gimnasia y Esgrima de La Plata », erreur corrigée le 7 août 1964 par le dépôt de nouveaux statuts qui le désignent comme  « Club de Gimnasia y Esgrima La Plata »).

### Sociétaires fondateurs
Les fondateurs de Gimnasia y Esgrima sont Saturnino Perdriel, premier président du club, José Muñoz, José M. Ahumada, Pedro Olazábal, Arturo Silveira, Adriano Díaz, Teodoro Granel, Samuel J. Coqué, Alejandro Dillón, Santiago J. Mena, E. Landois, Carlos M. Marenco, Guillermo Pintos, Pedro Bernaté, Enrique Sicardi, M. Piñeiro, Alberto J. Huergo, Juan M. Martínez, Julio Llanos, Ignacio D. Irigoyen, Gensérico Ramírez, Martín Bárcena, Enrique M. Curh, Francisco Alconada, Alberto Albarellos, Arturo Mayol, J. G. González, Juan Bautista Ferreira, Domingo Echeverri, Francisco y Alfredo Madero, Domingo del Carril, Nicolás E. Videla, Luis Monteverde, Pantaleón Molina, Diego J. Villafañe, M. Aráoz, Martín Bermejo, Marcos Bonghero, Dante Pelanda, Estanislao López, Pedro G. Falcón, F. de Basaldúa, José M. Pene, José M. Monsalve, Sergio García Uriburu, Diego Arana, José M. Viñas, Antonio A. Delfino, Francisco Uzal, Mariano Villarino, Andrés Mosquera, José M. Niño et Ramón Lorenzo Falcón.

### 1891-1930: âge de l'amateurisme

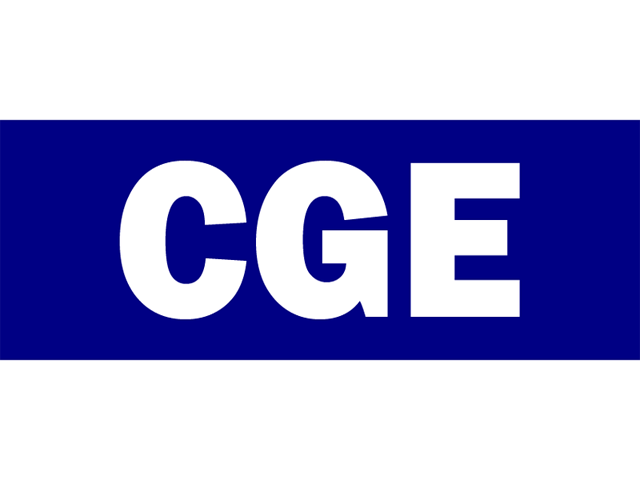
Les couleurs du C.G.E.

En 1905, Gimnasia participe déjà, avec d'autres institutions comme la Facultad de Medicina, Porteño, Belgrano et River Plate, à la troisième division de l'Association de Football Argentin.
En 1905, Gimnasia abandonne son terrain de football historique situé à l'intersection des rues 13 et 71 de La Plata et également temporairement, la pratique du football pour se consacrer à ses activités sociales. Cela provoque l'exode d'une partie des adhérents qui fondent un nouveau club nommé Estudiantes de La Plata. En 1912, une partie des joueurs de football en conflit avec les instances dirigeantes d'Estudiantes rejoint le Club Independencia qui fusionne avec Gimnasia y Esgrima en 1914, redonnant ainsi vie à la section de football du club. En 1915, Gimnasia intègre la division intermédiaire, remporte le championnat et monte en Première Division. Cette même année, il remporte également la Coupe Adolfo J. Bullrich.

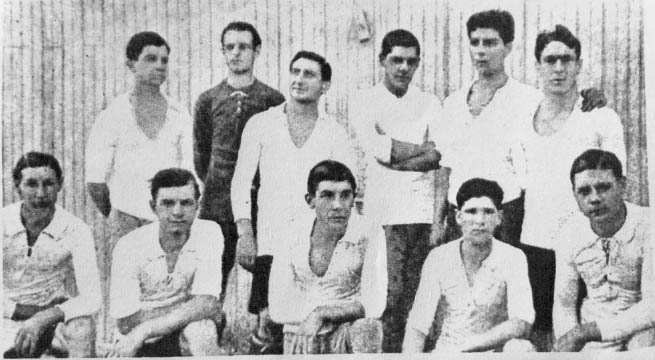
L'équipe de Gimnasia en 1915 : Emilio Fernández, Diómedes Bernasconi, Luis Basérico, Ricardo Naón, Roberto Felices, Edmundo Ferreiroa, H. Negri, Angelo Bottaro, Ricardo Gazcón, José Torres Amaral, Manuel Álvarez, Horacio Sancet, José Iglesias, Ernesto Guruciaga, Ignacio Bulla, Pedro Schiaffino, Sebastián Galesio, Clemente Lastra, Sebastián Mansilla, Delfín Derves, Antonio Gismano, Jorge Garbarino, Laureano Spósito Arrieta et Oreste Rutta

Le 27 avril 1916, le club dispute, sur son stade domicilié à l'intersection des rues 1 et 57, son premier derby contre Estudiantes et gagne sur un score de 1-0. Le championnat se conclut par une quatrième place derrière le Racing Club de Avellaneda, Platense et Club Atlético River Plate avec neuf victoires, neuf matchs nuls et trois défaites. En 1921, le club décroche à nouveau la quatrième position derrière le Racing Club, River Plate et Independiente avec vingt-trois victoires, six matchs nuls et neuf défaites.

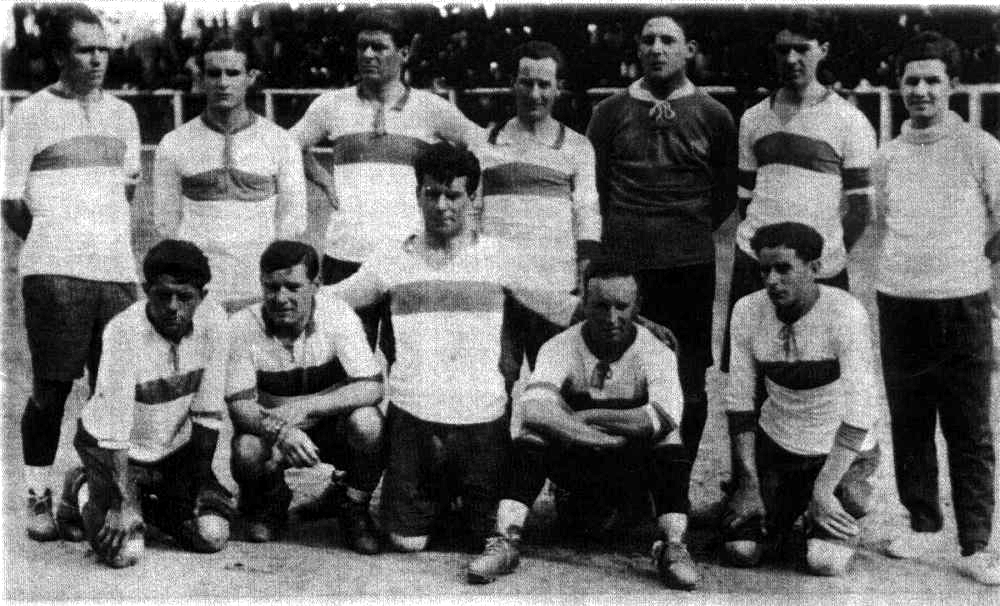
L'équipe de Gimnasia en 1924

Le 27 avril 1924 est inauguré le Stade Juan Carmelo Zerillo situé à l'intersection des rues 60 et 118 au Bois de La Plata. Gimnasia demeure invaincu sur sa nouvelle pelouse pendant quinze mois, de sa première rencontre officielle jusqu'à juillet 1925 où, avec quinze victoires, sept matchs nuls et une seule défaite, Gimnasia termine vice-champion derrière San Lorenzo de Almagro.

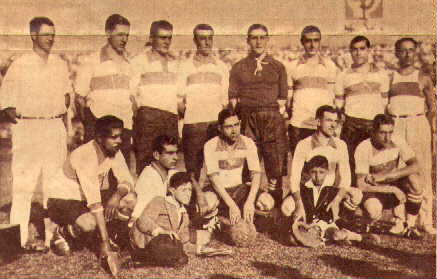
L'équipe de Gimnasia en 1929

En 1929, Gimnasia remporte son unique titre de champion de Première Division après une saison où l'équipe remporte quatorze victoires pour trois défaites. Ce championnat est organisé en une première phase où les équipes sont réparties dans deux poules (Zone paire et Zone impaire) et le titre attribué au vainqueur de la rencontre opposant le premier de chaque zone.
Gimnasia, premier de la Zone impaire où il évolue notamment avec River Plate, le Racing Club de Avellaneda, Huracán, Estudiantes de La Plata entre autres, dispute la finale contre Boca Juniors le 9 février 1930 dans le stade de River Plate à l'intersection des rues Alvear et Tagle à Buenos Aires. Gimnasia aligne Scarpone, di Giano, Delovo, Rusciti, Santillán, Belli, Curell, Varallo, Maleani, Díaz et Morgada. Si Boca Juniors a l'avantage (1-0) à la fin de la première mi-temps, Gimnasia gagne le match par 2 buts à 1, deux réalisations de Martín Maleani.
Toujours en 1929, Gimnasia remporte le championnat de réserve et devient ainsi le premier club de la ville à gagner une compétition reconnue par la FIFA. Entre décembre 1930 et avril 1931, Gimnasia effectue une tournée européenne et devient le premier club argentin à jouer au Portugal, en Tchécoslovaquie, en Autriche, en Espagne et en Italie,. Gimnasia y Esgrima est la première équipe à vaincre le Real Madrid dans son propre stade, le 1er janvier 1931 (3-2).
| Date             | Adversaire                          | Lieu               | Résultat |
| ---------------- | ----------------------------------- | ------------------ | -------- |
| 13 décembre 1930 | Vasco da Gama                       | Brésil             | 1:1      |
| 17 décembre 1930 | Combinado Carioca                   | Brésil             | 0:4      |
| 1er janvier 1931 | Real Madrid                         | Espagne            | 3:2      |
| 6 janvier 1931   | FC Barcelone                        | Espagne            | 2:1      |
| 11 janvier 1931  | Marino                              | Espagne            | 3:1      |
| 15 janvier 1931  | Real Victoria                       | Espagne            | 2:1      |
| 18 janvier 1931  | Real Victoria                       | Espagne            | 1:1      |
| 23 janvier 1931  | Marino                              | Espagne            | 4:0      |
| 25 janvier 1931  | Real Victoria                       | Espagne            | 0:2      |
| 31 janvier 1931  | Red Star                            | France             | 0:2      |
| 2 février 1931   | Bermen                              | Allemagne          | 3:6      |
| 8 février 1931   | Sportverein 1860                    | Allemagne          | 1:1      |
| 15 février 1931  | Sportverein 1860                    | Allemagne          | 4:0      |
| 21 février 1931  | Polizer Sport                       | Allemagne          | 4:2      |
| 22 février 1931  | Vereim Fur Fortuna                  | Allemagne          | 0:0      |
| 28 février 1931  | Combinado Düsseldorf                | Allemagne          | 2:1      |
| 1er mars 1931    | Tennis Borussia Berlin              | Allemagne          | 1:2      |
| 4 mars 1931      | Vereim Fur Fortuna                  | Allemagne          | 3:1      |
| 8 mars 1931      | Sparta Prague                       | République tchèque | 3:1      |
| 12 mars 1931     | WAC Rapid (Vienne)                  | Autriche           | 1:2      |
| 15 mars 1931     | Ambrosiana (maintenant Inter Milan) | Italie             | 3:3      |
| 19 mars 1931     | SSC Naples                          | Italie             | 2:2      |
| 25 mars 1931     | FC Barcelone                        | Espagne            | 0:3      |
| 29 mars 1931     | Sport Benfica                       | Portugal           | 1:0      |
| 14 avril 1931    | Vasco Da Gama                       | Brésil             | 2:2      |
| 16 avril 1931    | Corinthians                         | Brésil             | 0:0      |
| 23 avril 1931    | Palestra (San Pablo)                | Brésil             | 1:2      |

### 1931-2008: l'ère du professionnalisme

#### 1933: L'Expreso
À la suite de son titre de 1929, l'équipe est surnommée El Expreso (« L’Express »). Elle est la première équipe argentine entraînée par un étranger, le Hongrois Emérico Hirschl. En 1933, Gimnasia dispute honorablement la première phase du championnat (premier avec vingt-et-une victoires, quatre nuls et neuf défaites). Il domine dans un premier temps la seconde phase avant de céder la tête à Boca Juniors et à San Lorenzo. Gimnasia termine troisième du championnat remporté par San Lorenzo et son joueur Arturo Naón est sacré meilleur buteur de la saison avec 33 buts.

#### 1960: la Copa Gobernador Alende

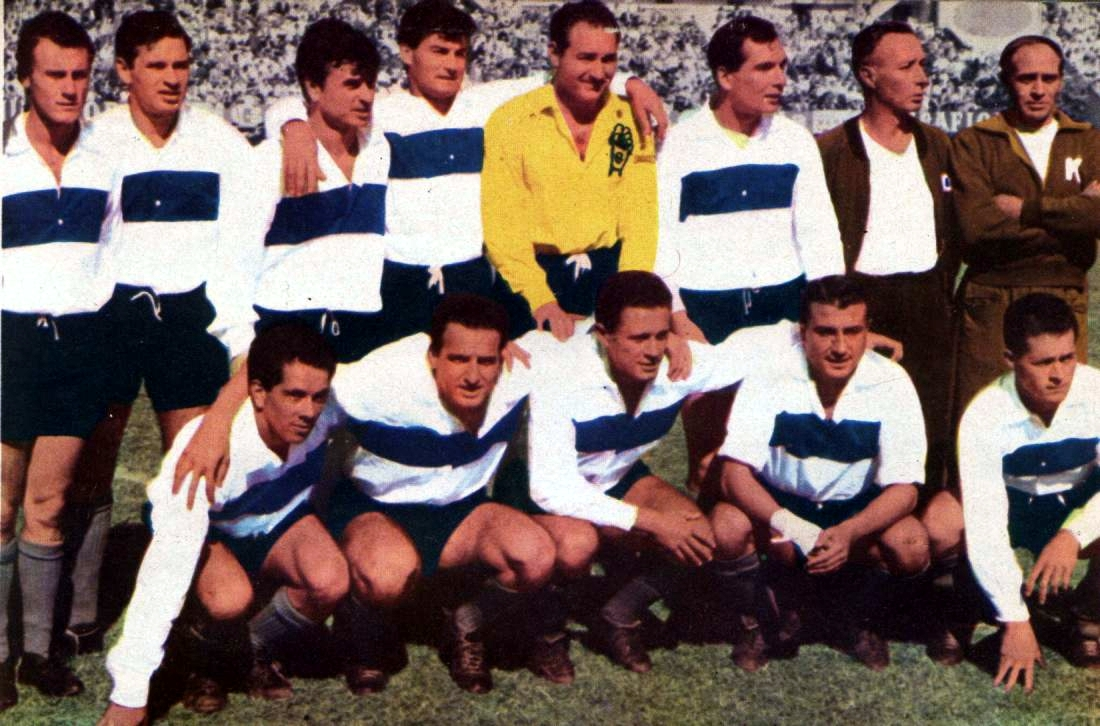
L'équipe en 1960

En 1960, Gimnasia dispute la Copa Alende, en hommage au gouverneur de la province de Buenos Aires. Cette coupe oppose deux clubs argentins (le second étant Estudiantes de La Plata), à deux formations uruguayennes (Club Nacional de Football et Club Atlético Peñarol). Gimnasia remporte ses deux matchs contre les équipes uruguayennes et fait match nul contre Estudiantes (2-2), remportant le 13 février 1960 la Copa Alende.

#### 1970:La Barredora

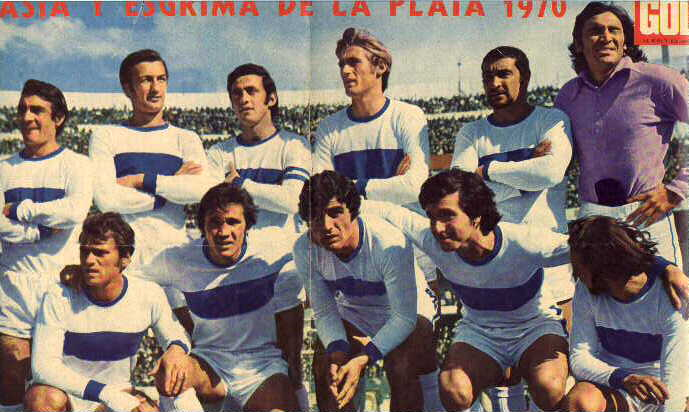
L'équipe en 1970

La « Barredora » (« Le Bulldozer ») est le surnom donné à l'effectif de l'équipe dans les années 1970. Cette équipe, constituée d'Hugo Orlando Gatti, Ricardo Rezza, José Bernabé Leonardi, José Masnik, Roberto Zywica, Roberto Gonzalo, Héctor Pignani, José Santiago, Delio Onnis, José Néstor Meija et Jorge Castiglia, bien qu'elle ait alterné le meilleur et le pire, reste l'une des plus appréciées des supporters du club. La Barredora a participé au championnat « Metropolitano » où les équipes étaient réparties en deux zones et au championnat « Nacional », réservé aux meilleures équipes du Metropolitano, les autres équipes participant aux championnats « Promocional » et « Reclasificatorio ».
En 1967, Gimnasia y Esgrima remporte le tournoi Promocional mais l'année suivante l'organisation du championnat est modifiée : le Metropolitano est unifié alors que le Nacional est découpé en deux poules géographiques. Gimnasia, second de la zone B derrière Chacarita Juniors, réussit à disputer la demi-finale du Nacional contre CA Rosario Central, premier de zone A, mais un conflit, pour des raisons financières, oppose les joueurs aux dirigeants du club, ce qui conduit le Président Oscar Venturino à aligner l'équipe de troisième division qui perd la demi-finale par 3-0.

#### 1979: La relégation
Après une mauvaise performance en Campeonato Metropolitano, El Lobo doit jouer les matches de repêchage (1 repêchage pour 4 équipes) Platense, Chacarita Juniors et Atlanta. Avec trois victoires, un match nul et deux défaites, Gimnasia est relégué en deuxième division.
Malgré cet échec, cette année voit se réaliser le but le plus rapide de la première division argentine œuvre du joueur de Gimnasia, Carlos Dantón Seppaquercia, qui, le 18 mars 1979 inscrit face à Huracán, un but cinq secondes après l'engagement,.

#### 1980-1984: Primera "B"
Gimnasia reste dans la Primera B (la deuxième division) de 1980 à 1984. La période 1980-1984 voit Gimnasia côtoyer le haut du tableau de la deuxième division argentine sans toutefois parvenir à remonter jusqu'à l'élite.

#### 1984: retour en première division
L'équipe évolue en deuxième division jusqu'en 1984. Durant cette période, le centre de formation révèle des joueurs comme Ricardo « el Pulpo » Kuzemka et Carlos Carrió. En 1984, Gimnasia, grâce à sa troisième place en deuxième division, participe à un tournoi de barrage à huit, qualificatif pour la première division.
Le club est opposé aux Racing Club de Avellaneda, Argentino de Rosario, Club Atlético Tigre, Defensores de Belgrano, Club Atlético Lanús, Club Atlético Nueva Chicago et Club Deportivo Morón. Il atteint la phase finale et, à la suite de deux succès (matchs aller-retour) face au Racing (3-1 à l'extérieur puis 4-2 à domicile), retrouve l'élite du championnat argentin.

#### 1993-1994: vainqueur de la Coupe du centenaire de l'AFA et finaliste de la Coupe Sanwa Bank
En 1993, l'Association du Football Argentin organise, pour fêter ses cent ans, une compétition baptisée Copa Centenario (Coupe du Centenaire). Le tournoi, avec rencontres aller-retour, est réservé aux équipes de première division. Gimnasia y Esgrima élimine Estudiantes de La Plata (1-0 à l'aller avec un but de Guillermo Barros Schelotto et match nul 0-0 au retour), puis bat successivement Newell's Old Boys, Argentinos Juniors et Belgrano de Córdoba, pour finalement remporter la Coupe le 30 janvier 1994 face à River Plate dans son Stade Juan Carmelo Zerillo. Après cette victoire, le club est invité à disputer la Coupe Sanwa Bank en 1994 où il s'incline aux tirs au but face au Verdy Kawasaki.

#### 1994-2007: plusieurs titres de vice-champion
En 1995, avec Carlos Timoteo Griguol comme entraîneur, Gimnasia termine vice-champion d'Argentine et répète cette performance en 1996 et 1998. Le 5 mai 1996, à l'occasion de la nouvelle inauguration de La Bombonera, le stade de Boca Juniors, Gimnasia y Esgrima remporte la victoire par 6 à 0,,.
Pour le Torneo Clausura 2000, lors d'une rencontre contre le CA Colón de Santa Fe, le score final s'établit à 6-6. Cela faisait soixante ans qu'un score aussi élevé n'avait pas été réalisé.
Sous la direction technique de Carlos Ramacciotti, le club termine une nouvelle fois deuxième en 2002. Grâce à cet accessit, le Gimnasia y Esgrima dispute la Copa Libertadores 2003. Il obtient aussi la deuxième place dans le Torneo Apertura 2005 sous la direction technique de l'ex-footballeur du club Pedro Troglio. Gimnasia obtient son billet pour la Copa Sudamericana en 2006, et en 2007 à la Copa Libertadores.

#### 2007-2011: le déclin
Lors des élections de décembre 2007, la liste de Juan José Muñoz est battue par Walter Gisande. Le président élu déclare son intention que l'ex-footballeur Guillermo Sanguinetti soit le nouvel entraîneur du club. Peu après, le maire de La Plata, Pablo Bruera, déclare que Gimnasia pourrait recommencer à jouer dans son stade historique del Bosque. En effet, Gimnasia et Estudiantes partageaient depuis deux saisons le Stade Ciudad de La Plata.
Le 21 juin 2008, Gimnasia fait son retour officiel officiel dans son stade del Bosque, devant Lanús, pour la dernière journée du Tournoi Clausura 2008. Le stade est désormais homologué pour une capacité maximale de 18 500 spectateurs.
En 2008, à cause des mauvais résultats du club les années précédentes, le spectre de la relégation pèse sur Gimnasia. Sanguinetti quitte son poste d'entraîneur et est remplacé par Leonardo Madelón. Celui-ci parvient à faire relever la tête au club, qui accroche les barrages de relégation contre Atlético de Rafaela. Après le match aller (défaite 3-0), le club devait marquer trois buts pour se maintenir. Évoluant à 9 contre 10, l'équipe parvint à marquer trois buts dans les 20 dernières minutes et à se maintenir.
Cette saison de Gimnasia fut filmée par un réalisateur de cinéma, Alejandro Encinas. Le film La Pasión (La Passion) suivait des supporters pendant cette campagne, montrant l'angoisse de la relégation qui envahissait leur vie personnelle. Le film sortit fin 2009 dans les cinémas de La Plata.
Le championnat d'Ouverture 2009 est très mauvais pour Gimnasia. Leonardo Madelón quitte le poste d'entraîneur, et Gimnasia termine à la 18e place. Lors du Tournoi de Clôture, Diego Cocca prend en main l'équipe et réalise une campagne correcte (12e place et première victoire dans le derby depuis 5 ans). L'équipe n'évite néanmoins pas les barrages, où elle retrouve Atlético de Rafaela et se maintient une année de plus (résultat 0-1, 3-1).
Le tournoi d'Ouverture 2010 se révèle catastrophique. L'équipe ne marque son premier but que lors de la septième journée. Diego Cocca démissionne, remplacé par Pablo Morant (entraîneur des divisions de jeunes). L'équipe termine le championnat à l'avant-dernière place et voit son rival Estudiantes être couronné champion.
Lors du tournoi de Clôture, Angel Cappa prend l'équipe en main, mais les résultats ne sont pas au rendez-vous. Malgré le retour au club de Guillermo Barros Schelotto, Gimnasia, après la démission de Cappa, termine à la dix-huitième place et arrache une place en barrages contre San Martín de San Juan. Avec un résultat de 0-1, 1-1, le club est relégué en Primera B Nacional après 26 ans parmi l'élite.

#### 2011-2013: En deuxième division
Gimnasia commence très mal son séjour en B Nacional : son entraîneur, Osvaldo Ingrao, est inexpérimenté et quitte le club au bout de 9 journées, alors que l'équipe risque la relégation en troisième division. Pedro Troglio, ayant déjà entraîné l'équipe en 2005-2006 et très aimé des supporters, revient au club. C'est le huitième entraîneur depuis 2008. Sous sa direction, l'équipe relève la tête mais ne parvient pas à accrocher le peloton de tête et à lutter pour remonter. Gimnasia termine la saison 2011-2012 à la neuvième position.
Lors du mercato d'intersaison, Gimnasia se renforce et s'affirme comme l'un des grands candidats à la montée. Le club mène une excellente campagne, ne quittant les trois premières places synonymes de promotion que pendant 4 journées. L'équipe assure sa remontée dans l'élite à trois journées du terme du championnat, et termine finalement à la deuxième place avec 73 points. C'est le meilleur total de points obtenu par le club sur une saison depuis l'instauration de la victoire à trois points.

## Leclásico platense, derby de La Plata
Le Clásico Platense est le derby qui oppose les deux grands club de La Plata, Gimnasia et Estudiantes. Le premier s'est disputé le 27 août 1916, en championnat de première division et Gimnasia s'est imposé par 1-0 avec un but de Ludovico Pastor.
Depuis le premier derby professionnel du 14 juin 1931, ces deux équipes se sont affrontées à cent quarante-trois reprises, et l'avantage est à Estudiantes avec quarante-neuf victoires (209 buts), Gimnasia comptant quarante-quatre succès et 191 buts. Les deux formations n'ont pu se départager à cinquante reprises.
Entre 1932 et 1934, Gimnasia y Esgrima a remporté cinq clásicos consécutifs. Le 25 juin 1963, il a obtenu son meilleur résultat face aux rivaux historiques en remportant le match par 5-2, alors que le plus mauvais score et un 0-7, le 15 octobre 2006. La dernière victoire importante de Gimnasia s'est produite durant le Torneo Clausura 2005, le 12 juin, avec un résultat final de 4-1 au Stade du Bois,.
Le 5 avril 1992, peu avant le début du clásico, un sismographe de La Plata a enregistré un séisme de basse intensité. Gimnasia remporte par 1-0 la rencontre sur un but de José Perdomo, ce but étant désormais appelé "But du tremblement de terre".
Le 3 février 2010, Gimnasia défait Estudiantes 3:1, avec deux buts de Stracqualursi et un but de Cuevas (Verón pour Estudiantes) au stade Juan Carmelo Zerillo, et remporte son premier clásico depuis cinq ans.

## Gestion administrative

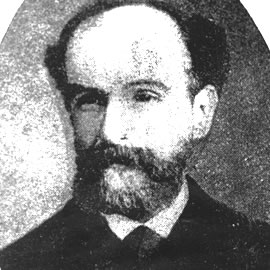
Saturnino Perdriel (1887)

### La présidence
Cinquante-cinq présidents se sont succédé à la tête de Gimnasia au cours de ses plus de 120 ans d'existence. Le président-fondateur du club est Saturnino Perdriel, fonctionnaire au Ministère des Finances de la Province de Buenos Aires mais il n'a exercé ses fonctions qu'une seule année, étant décédé en 1888.
Selon les statuts actuels du club, le président est élu par les sociétaires pour un mandat de trois ans. Le vote est ouvert aux sociétaires de plus de dix-huit ans qui ont trois ans d'ancienneté, tandis qu'il faut sept ans d'ancienneté pour pouvoir être élu à la Commission Directive. L'actuel président est Daniel Onofri, assurant l'intérim de Héctor Delmar après la démission de celui-ci mi-2012.

## Équipementiers et sponsors
| Période     | Équipementier  |
| ----------- | -------------- |
| 1980-1984   | Topper         |
| 1985-1992   | Adidas         |
| 1993-1998   | Hummel         |
| 1999-2000   | New Balance    |
| 2001-2008   | Puma           |
| 2009-2010   | Kappa          |
| 2011-2017   | Penalty        |
| depuis 2017 | Le Coq Sportif |

| Période          | Commanditaire               |
| ---------------- | --------------------------- |
| 1990-1992        | Pegamax                     |
| 1992             | Diario El Día               |
| 1992-2001        | Banco Municipal de La Plata |
| 2001-2002        | Fideos Manera               |
| 2002             | Ticket Vip                  |
| 2003-2004        | Suin                        |
| 2004             | Liderar Seguros             |
| 2005             | Medical Hair                |
| 2006             | Crown Mustang               |
| 2007-2008        | Motomel                     |
| 2008-2010        | La Nueva Seguros            |
| 2010             | Rapicuotas                  |
| 2011-aujourd'hui | Liderar                     |

## Stade et installations du club

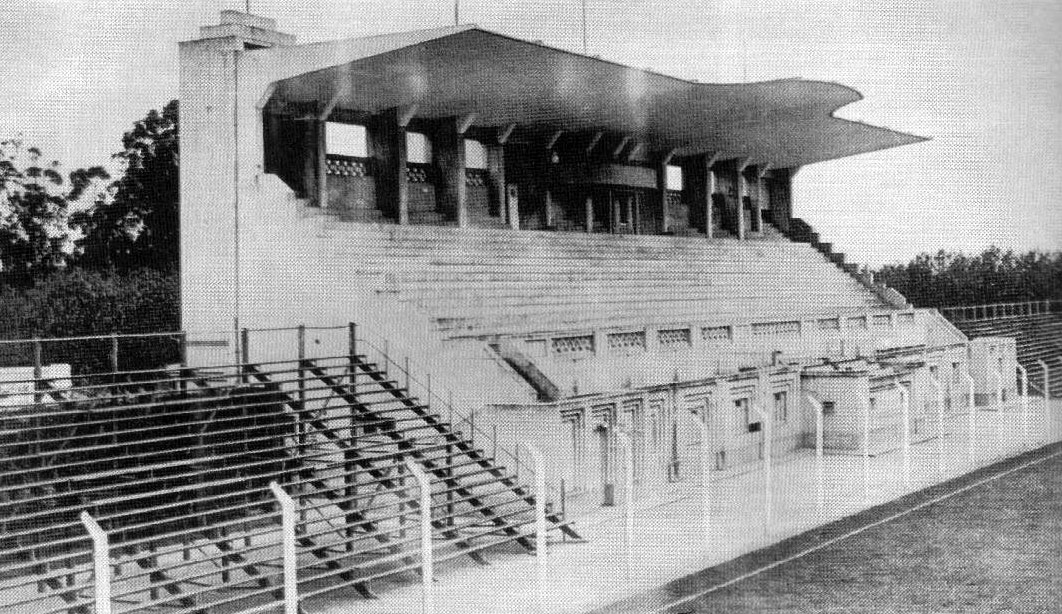
Vue de la tribune officielle du stade de Gimnasia dans les années 1940.

Le Stade Juan Carmelo Zerillo, surnommé Estadio del Bosque ("Stade du Bois"), est le stade historique de Gimnasia y Esgrima La Plata. Il est situé à l'intersection de l'avenue 60 et de la rue 118 de la ville, dans le Bosque Platense, proche du quartier "El Mondongo". Le stade, de 118 mètres sur 74 mètres, a vu le jour le 22 mars 1923 et a été inauguré le 26 avril 1924. Il a été baptisé plus tard Juan Carmelo Zerillo, en l'honneur du défunt président du club entre 1929 et 1931.
En 2006, les nouvelles normes de sécurité fixée par la Co.Pro.Se.De. (Comité Provincial de Seguridad Deportiva, organisme chargé du respect des normes de sécurité des équipements sportifs) condamnent le stade qui perd son homologation pour les matchs officiels. Le club dispute ses rencontres au Stade Ciudad de La Plata, qu'il partage avec Estudiantes. Après sa remise aux normes et la réduction de la capacité à désormais 18 500 spectateurs, Gimnasia peut profiter à nouveau de ses installations à la fin de la saison 2008.
En plus du stade, les installations de Gimnasia y Esgrima La Plata incluent : 
- Sede Social: siège social qui, en plus des locaux administratifs, abrite un gymnase.
- Estancia Chica: domaine de 160 hectares destiné aux entraînements du centre de formation et de l'équipe professionnelle de football.
- El Bosquecito: domaine de 11 hectares dédié à l'école de football.
- Polideportivo: centre omnisports inauguré en 1978 où se déroulent les compétitions de Première Division de basket-ball et volley-ball. Sa capacité est de 2 600 places (3 500 pour les spectacles musicaux).
- un jardin d'enfants (inauguré en 1999) situé dans la rue 62 au nº 474.
- une école primaire "Dr. René Favaloro" inaugurée en 2001.
- un collège inauguré début 2008.

## Identité du club

### Le logo et l'hymne officiel
L'emblème actuel de Gimnasia y Esgrima La Plata est constitué d'un justaucorps de gymnastique recevant le logogramme du club et ses couleurs. Il est surmonté d'un casque taré de front, visière ouverte, à huit barreaux et reçoit à sa base une couronne. Une épée est posée « en barre » et une autre « en bande ». Des feuilles de lauriers encadrent le tout.
Cet emblème a évolué au cours du temps. De 1887 à 1928, l'emblème dessiné par Emilio Coutauret était encore plus ornementé. En 1964, lors du changement de statut du club, les instances dirigeantes ont recherché une plus grande simplicité, tout en respectant le dessin original. Sous la présidence d'Héctor Domínguez le sigle GELP (Gimnasia y Esgrima La Plata) situé au centre du justaucorps a remplacé le monogramme historique CGE (Club de Gimnasia y Esgrima) mais depuis la présidence de Walter Gisande, le monogramme CGE a repris sa place.
L'hymne officiel du club a été écrit en 1915 par le poète populaire de Magdalena, Délfor Méndez sur une musique composée par  Juan Serpentini, qui a composé la mélodie de l'hymne national argentin. Il a été entonné pour la première fois le 9 juillet 1915. En 1967, l'hymne officiel a fait l'objet d'un enregistrement destiné à la vente et exécuté par la fanfare de la police de Buenos Aires.

### Le maillot et son évolution
À la création du club, les couleurs blanc et bleu ciel, couleurs du drapeau argentin, sont adoptées afin de mettre en avant l'identité argentine du club. Le premier maillot alternait ainsi des rayures verticales blanches et bleu ciel. Dès 1905, les couleurs sont changées car elles sont très proches de celles du Racing Club de Avellaneda. Le bleu ciel cède la place à l'outremer, puis en 1910, les raies verticales sont remplacées par une bande horizontale de couleur outremer sur la poitrine, le reste du maillot et le short étant entièrement blanc.
| 1903 | 1905 | 1910-Aujourd'hui |

La tenue de Gimnasia y Esgrima reprend les couleurs figurant sur le logo du club, couleurs établies dans les statuts sociaux de l'association sportive.
- Domicile: maillot blanche avec une bande horizontale bleu marine sur la poitrine, short blanc, bas blancs.
- Extérieur: Les couleurs sont inversées par rapport à la tenue "domicile", soit : maillot bleu marine avec une bande horizontale blanche sur la poitrine, short bleu marine, bas bleu marine.

| Domicile | Extérieur |  |

### Les surnoms du club
Les différentes sections de supporters de Gimnasia y Esgrima ont pris l'habitude de désigner leur club favori par plusieurs surnoms: 
- Los Triperos, dont l'appellation se réfère au surnom de "bouchers" donné aux joueurs des années 1920 qui travaillaient en majorité dans les entreprises frigorifiques de viande de Berisso[1]. Ce surnom est aussi usité à Porto, au Portugal, pour des raisons similaires[30].
- Lobo: Le surnom ("le loup") est à mettre au crédit du dessinateur Julio César Trouet, qui travaillait pour le journal El Día de La Plata. Jusqu'à 1953, le club était identifié par un boucher (tripero) puis l'idée du loup est apparue en référence au stade du bois et à l'histoire du Petit Chaperon rouge. Ce n'est qu'après 1962 que ce surnom est devenu populaire à La Plata[2],[31].
- La 22: Ce nom désigne les supporters du club. Il fait référence à un ex-chef de la bande de supporters ultra de l'équipe, Marcelo Amuchástegui, mieux connu comme el Loco Fierro ou encore 22 car la carte d'atout no 22 (ou excuse) est symbolisée par un fou. Une autre version se réfère à la rue 22 de La Plata où logeaient de nombreux supporters de Gimnasia.
- El Basurero: Ce surnom ("l'éboueur") s'est imposé entre 1968 et 1979, lorsque le club était présidé par Oscar Venturino qui dirigeait d'une entreprise de ramassage d'ordures ménagères[30].
- Mens Sana: ce surnom se réfère à une devise du club, "un esprit sain dans un corps sain".

### Les supporters
Une enquête réalisée dans la ville de La Plata indique que la majorité de la population est supporter de Gimnasia y Esgrima avec 20,5 %. Le second club de football le plus aimé à La Plata est Boca Juniors (club de Buenos Aires) avec 20,1 %. La Plata est une des seules villes d'Argentine où l'hégémonie Boca Juniors et CA River Plate ne se manifeste pas, le caractère populaire de Gimnasia prenant le pas sur le caractère huppé et élitiste de River Plate.
Tous les 10 décembre, date commémorative de la marche des Triperos sur la mairie pour réclamer la cession de terrains afin de construire un stade de football, est organisée une fête en l'honneur des supporters de Gimnasia, la "Journée Mondiale du Supporter de Gimnasia y Esgrima",,. Cette manifestation populaire est à l'initiative du journaliste Néstor Basile, éditeur de la revue Tribuna Gimnasista.

## Joueurs
Plus de huit cents footballeurs ont porté le maillot de Gimnasia depuis sa création. Jorge San Esteban est le plus fidèle joueur du club avec plus de 400 rencontres disputées. Arturo Naón, avec 95 buts en 97 rencontres, est le meilleur buteur de l'histoire du club.
L'Association du Football Argentin permet aux équipes de football d'engager quatre footballeurs étrangers. Si Gimnasia y Esgrima a historiquement formé ses propres joueurs grâce à son centre de formation, des joueurs étrangers ont également porté ses couleurs, la majorité de ceux-ci étant des Uruguayens (49 joueurs).
Gimnasia a révélé de nombreux footballeurs de renom national et international comme Francisco Pancho Varallo, Delio Onnis, Guillermo et Gustavo Barros Schelotto, Mariano Messera, Lucas Lobos, Roberto Pampa Sosa, Andrés Guglielminpietro, Sebastián Romero, Lucas Licht ou encore Leandro Cufré entre autres.

### Joueurs emblématiques du club
| - Carlos Barisio (1975) - Guillermo Barros Schelotto (1991–1997) - Gustavo Barros Schelotto (1992–1997, 2004) - José Perdomo (1992) - Diego Paco Bayo - Alberto Maestro cordobés Beltrán (1980s) - Pablo Bengoechea (1992) - Carlos Charlie Carrió (1980s) - Leandro Cufré (1997–2000) - Carlos Maestro Della Savia - Attilio Demaría (1931) - Walter Loco Durso - Claudio Caio Enría (2000–2003, 2004–2005) - Hugo Loco Gatti (1969–1974) - Óscar Gómez Sánchez (1961-1963) - Andrés Guly Guglielminpietro (1995–1998, 2006) - Ricardo Kuzemka - Lucas Lobos (2002–2005) - Andrés Hombre Madrid (2001–2004) | - Alberto Beto Márcico (1996–1998) - Mariano Messera (1998–2002) - José María Minella (1928–1934) - Dougall José Montagnoli (1971-1979) - Arturo Naón (1931–1934, 1939–1943) - Carlos Mono Navarro Montoya (2005–2006) - Enzo Noce (1989–2003, 2004) - Delio Onnis (1969–1971) - Alfredo Tanque Rojas (1962–1964) - Guillermo Topo Sanguinetti (1991–2003) - Jaime Sarlanga (1949–1954) - Facundo Colorado Sava (1997–2002) - Santiago Tanque Silva (2006–2007) - Roberto Pampa Sosa (1995–1998, 2003) - Pedro Troglio (1996–2002) - Francisco Pancho Varallo (1928–1930) - Gonzalo Turbo Vargas (2004–2006) - Guido Milán (2010-2011) |

## Entraîneurs
Soixante-trois entraîneurs se sont succédé à Gimnasia depuis sa fondation. Le premier a été le Hongrois Emérico Hirschl, qui a dirigé dans l'institution entre 1932 et 1934. Certains d'entre eux sont restés dans les mémoires comme Nito Veiga qui a permis le retour en première division en 1984, Roberto Perfumo, qui a remporté la Copa Centenario, Pedro Troglio et Carlos Timoteo Griguol, qui a dirigé à trois reprises l'équipe pendant un total de dix ans.
Carlos Timoteo Griguol a permis au club d'être trois fois vice-champion (Torneo Clausura 1995, Torneo Clausura 1996 et Torneo Apertura 1998) et a dirigé l'équipe jusqu'en 1999 où il est parti pour le Betis de Séville en Espagne. Il revient à Gimnasia en 2000-2001 mais est tout de suite être remplacé par l'Uruguayen Gregorio Pérez. Il fait son retour en 2003-2004 puis met un terme à sa carrière d'entraîneur de football.

## Statistiques
- 69 saisons en Première Division
- 8 saisons en Deuxième Division
- Meilleur classement en Première Division : 2e(1995, 1996, 1998, 2002, 2005)
- Plus mauvais classement en Première Division : 18e[36]
- Meilleur classement en Première Division Amateur : 1er (en 1929)
- Plus mauvais classement en Première Division Amateur : 25e (entre 34, en 1927)[37]

- Plus larges victoires :
  - 10-1 contre River Plate (en 1905 en championnat national amateurs de troisième division)
  - 8-1 contre le Racing Club (en 1961 en championnat national)[38]
  - 5-1 contre Alianza Lima(en Copa Libertadores 2003)[39]

- Plus larges défaites :
  - 0-8 contre Huracán (en championnat national)
  - 0-4 contre IA Sud América (en 1995 Copa Conmebol)
- Victoires consécutives en Première Division:

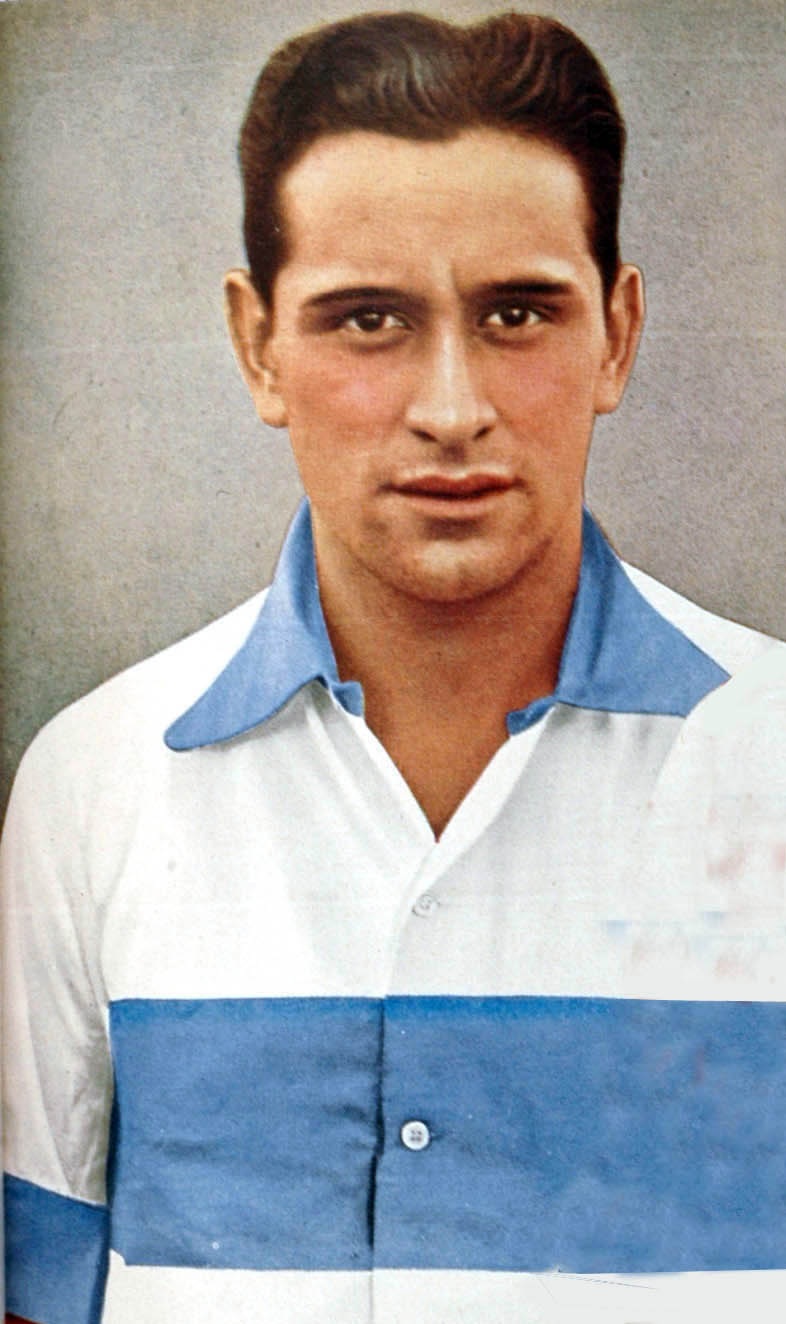
Arturo Naón

  - 9 en 1962
  - 8 en 2005[40]

- Meilleurs buteurs du club :
  -   Arturo Naón : 95 buts en 97 matchs.
  -   Manuel Fidel : 80 buts en 201 matchs.
  -   Diego Francisco Bayo : 71 buts en 138 matchs.
  -   Delio Onnis : 64 buts en 113 matchs.

- Meilleurs buteurs du club en championnat :
  -  José Chirico : 27 buts (1952)[41]
  -  Roberto Sosa : 16 buts (1998 Clausura)[42]
  -  Gonzalo Vargas : 12 buts (2006 Clausura)[43]

- Joueurs les plus capés :
  -  Jorge San Esteban : plus de 400 matchs, toujours en activité.
  -  Guillermo Sanguinetti : 383 matchs entre 1991 et 2003.
  -  Oscar Montañéz : 343 matchs entre 1932 et 1945.

- Participations dans les tournois internationaux officiels :
  - Copa Conmebol : 3 (1992 demi-finaliste, 1995 et 1998).
  - Copa Sudamericana : 2 (2002 et 2006).
  - Copa Libertadores : 2 (2003 et 2007).

## Palmarès en Amateur

### Compétitions officielles
- Champion de Première division : 1929[44]
- Vice-champion de Première division : 1924[45]
- Champion de Deuxième division : 1915[46]

### Compétitions amicales
- Vainqueur de la Copa Competencia Adolfo J. Bullrich : 1915
- Vainqueur de la Copa Campeonato Intermedia : 1915

## Palmarès en Professionnel

### Compétitions officielles
- Vainqueur de la Copa Centenario : 1994
- Vice-champion de Première division : Clausura 1995, Clausura 1996, Apertura 1998, Clausura 2002, Apertura 2005[47],[48],[49],[50],[51],[52]
- Champion de deuxième division : 1944, 1947, et 1952[53],[54]
- Vice-champion de deuxième division : 1946, 2013

### Compétitions amicales nationales
- Vainqueur de la Copa Amistad : 1977 et 2006
- Vainqueur de la Copa Ciudad de Mar del Plata : 2009[55],[56]
- Vainqueur de la Copa Municipalidad de La Plata : 1999 et 2001[57]

### Compétitions amicales internationales
- Vainqueur de la Copa Gobernador Alende : 1960[58]
- Vainqueur de la Copa Colonia del Sacramento : 1998[59]
- Vainqueur de la Cuadrangular de Asunción : 1975
- Vainqueur de la Copa Cristal : 2005[60]
- Vice-champion de la Coupe Sanwa Bank : 1994

## Autres sections sportives

### Volley-ball
La section de volley-ball féminin (surnommée Las Lobas, les louves) est une des plus importantes du club. L'équipe est l'une des meilleures d'Argentine, ayant remporté plusieurs trophées nationaux et internationaux. Neuf des fondatrices de la Federación de Voleibol y Pelota al Cesto, la fédération nationale argentine (désormais dénommée Federación Metropolitana de Voleibol) sont issues de Gimnasia.
| Compétition                 | Lieu      | Année     | Résultat |
| --------------------------- | --------- | --------- | -------- |
| Copa Morgan FMV             | Argentine | 1951      | Champion |
| Torneo Evita                | Argentine | 1954      | Champion |
| Torneo Lola Berta           | Venezuela | 1955      | Champion |
| Torneo Cuadrangular         | Chili     | 1972      | Champion |
| Torneo Cuadrangular         | Chili     | 1975      | Champion |
| Cuadrangular Náutico        | Uruguay   | 1976      | Champion |
| Banco República             | Uruguay   | 1976      | 2e       |
| Liga Argentina de Clubes    | Argentine | 1998-1999 | 3e       |
| Liga Argentina de Clubes    | Argentine | 1999-2000 | Champion |
| Federación Metropolitana    | Argentine | 2000      | Champion |
| Torneo Sudamericano         | Brésil    | 2000      | 4e       |
| Liga Argentina de Clubes    | Argentine | 2000-2001 | Champion |
| Federación Metropolitana    | Argentine | 2000-2001 | Champion |
| Liga Argentina de Clubes    | Argentine | 2003      | Champion |
| Liga Metropolitana (FMV)    | Argentine | 2004      | Champion |
| Liga Argentina de Clubes    | Argentine | 2005      | 2e       |
| Torneo Int. Norma Rimoldi   | Argentine | 2005      | Champion |
| Torneo Int. CAE Classic     | Argentine | 2010      | Champion |
| Liga Metropolitana (FMV)    | Argentine | 2010      | 3e       |
| Copa 80º Aniversario de FMV | Argentine | 2012      | Champion |

### Basket-ball
L'équipe de basket-ball de Gimnasia y Esgrima a signé ses meilleurs résultats en 1978 et 1979. En 1978, le Gimnasia décroche son premier titre (Champion Métropolitain) en triomphant d'Obras Sanitarias par 72 à 67 dans la salle du club de Ferro Carril Oeste. À cette période, le Gimnasia comptait d'excellents joueurs, comme González, Finito Gehrmann, Peinado, et les Américains Lawrence Jackson et Clarence Edgar Metcalfe, leader de l'équipe et désigné meilleur joueur de la ligue en 1979. Un an plus tard, le Gimnasia devient à nouveau champion avec une victoire 92 à 84, toujours contre Obras Sanitarias.
En 2003-2004, le Gimnasia brille à nouveau en Ligue Nationale et termine vice-champion en s'inclinant en finale contre Boca Juniors,. La saison suivante, le club est relégué en TNA (Tournoi National d'Ascension), à la suite de la décision du président de l'époque, Juan José Muñoz, de réduire fortement son budget, ce qui provoqua le départ des meilleurs joueurs. Aujourd'hui le Gimnasia évolue toujours en division TNA.

### Des sections disparues
En plus de toutes les sections déjà mentionnées, Gimnasia y Esgrima La Plata a hébergé de nombreuses autres sections sportives, aujourd'hui disparues ou n'évoluant que dans les championnats amateurs.
- Gymnastique: Le club a eu une section de gymnastique durant les années 1930 puis a intégré la section d'athlétisme pour finalement disparaître.
- Escrime: La pratique de l'escrime s'est développée pour culminer dans les années 1920 avec des athlètes comme  Horacio Casco, qui deviendra président du club, et Carmelo Merlo. Ils seront les deux représentants argentins aux Jeux olympiques de Paris 1924. Cette discipline cesse d'être pratiquée à la fin des années 1940.
- Rugby à XV: Le club a eu une section de rugby à partir de 1924 mais, en 1933 l'Union de Rugby du Río de la Plata décide de ne plus autoriser l'affiliation de clubs comprenant des joueurs professionnels d'autres sports. La section de rugby quitte donc le club pour aller former ce qui se nomme aujourd'hui La Plata Rugby Club[77].
- Tennis de table: En 1945, Gimnasia est fondateur de l'Association Platense de Tennis de Table et obtient la majorité des tournois organisés jusqu'en 1951.
- Lutte gréco-romaine: Entre 1924 et 1928 le club a eu une équipe de lutte gréco-romaine.
- Hockey sur gazon: La discipline est créée au sein du club début 1949 puis le club s'affilie à la fédération nationale au mois d'avril. Le terrain est situé au Stade du Bois.
- Water polo, Boxe anglaise, Cyclisme, Pétanque, Compétition automobile, Judo, Tennis.